# Aleksandr Mitta
Aleksandr Naumowicz Mitta (ros. Алекса́ндр Нау́мович Митта, ur. 28 marca 1933 w Moskwie, zm. 14 lipca 2025 tamże) – radziecki reżyser filmowy oraz scenarzysta. Ludowy Artysta Federacji Rosyjskiej (2004).
Ukończył Wyższą Szkołę Inżynieryjną, a w 1961 wydział reżyserski WGIK. Zajmował się malarstwem oraz grafiką. Współpracował z wieloma pismami satyrycznymi, głównie z „Krokodylem”.
W 1980 roku był członkiem jury na 30. Międzynarodowym Festiwalu Filmowym w Berlinie.

## Wybrana filmografia
- 1969: Świeć moja gwiazdko
- 1972: Kropka, kropka, przecinek
- 1974: Yuriko - moja miłość
- 1979: Samolot w płomieniach
- 1991: Zaginiony na Syberii

## Nagrody i odznaczenia
- Zasłużony Działacz Sztuk RFSRR
- Ludowy Artysta Federacji Rosyjskiej